# Matthew Parris
Matthew Francis Parris (sinh ngày 7 tháng 8 năm 1949) là một nhà văn và phát thanh viên chính trị người Anh, trước đây là một nghị sĩ Quốc hội của Bảo thủ. Ông được sinh ra ở Nam Phi với cha mẹ là người Anh.

## Đời tư
Parris tuyên bố ông đã cố gắng công khai trong một cuộc tranh luận vào đêm khuya tại Hạ viện năm 1984, nhưng không ai để ý. Ông tuyên bố rằng ông là người đồng tính trong một trong những tờ báo hàng tuần của ông và thừa nhận rằng ông đi du lịch Clapham Common để quan hệ tình dục. Ông đã từng bị Clapham Common đánh đập khi đang tìm kiếm tình dục.
Trong một cuộc phỏng vấn trên Newsnight, trong vụ bê bối Ron Davies năm 1998, ông nói với Jeremy Paxman rằng có hai thành viên đồng tính của Nội các Lao động hiện tại, một người là Peter Mandelson. Ông đã tuyên bố rằng có từ 30 đến 60 thành viên đồng tính không được báo trước của Quốc hội Anh.
Vào tháng 8 năm 2010, trong một danh sách được biên soạn bởi Independent on Sunday, Parris đã được bầu chọn là người LGBT có ảnh hưởng thứ 49 ở Anh. Vào tháng 8 năm 2006, Parris đã tham gia vào một quan hệ đối tác dân sự với bạn đời lâu dài của mình, Julian Glover, một người viết bài phát biểu cho David Cameron và một cựu nhà báo chính trị tại The Guardian. Tại thời điểm đối tác dân sự, họ đã ở bên nhau 11 năm.
Parris sở hữu những ngôi nhà ở Tây Ban Nha, Derbyshire (nơi ông nuôi thú cưng alpacas) và Docklands ở Đông London. Ông là người bảo trợ danh dự của Clare Chính trị, một xã hội chính trị do sinh viên điều hành tại Cao đẳng Clare, Cambridge. Ông là một vận động viên marathon sắc sảo, tham gia London Marathon nhiều lần. Thành tích tốt nhất của ông là 2:32:57, đạt được năm 1985 ở tuổi 35, một kỷ lục mà Total Politic năm 2018 cho biết "dường như không thể bị phá hủy bất cứ lúc nào sớm"; [[John Lamont (chính khách Scotland)|John Lamont, người nhanh nhất trong số 15 nghị sĩ trong cuộc đua marathon năm đó, kết thúc lúc 3:38:03. Parris quyết định rằng ông muốn đi ra ngoài và cho rằng chạy bộ nghiêm túc không tốt cho sức khỏe, ông đã ngừng chạy marathon sau đó. Không có nghị sĩ Anh nào, ngồi hay nghỉ hưu, đã cải thiện thời gian chạy marathon của Parris.